# Ф'юмальбо
Ф'юмальбо (італ. Fiumalbo) — муніципалітет в Італії, у регіоні Емілія-Романья,  провінція Модена.
Ф'юмальбо розташоване на відстані близько 300 км на північний захід від Рима, 65 км на південний захід від Болоньї, 60 км на південний захід від Модени.
Населення — 1290 осіб (2014).
Щорічний фестиваль відбувається 24 серпня. Покровитель — святий  апостол Варфоломій.

## Демографія
Населення за роками:

Станом на 1 січня 2023 року в муніципалітеті офіційно проживало 47 іноземців з 14 країн, серед них 23 громадяни країн Євросоюзу та 2 громадяни України.

## Сусідні муніципалітети
- Абетоне
- Корелья-Антельмінеллі
- Кутільяно
- Фанано
- П'євепелаго
- Ріолунато
- Сестола